# Jerzy Morawski
Jerzy Morawski est un documentariste, reporter, scénariste et réalisateur polonais né en 1949.

## Biographie
Membre de l'Académie polonaise du cinéma (en).
Époux de la journaliste et scénariste Irena Morawska.

## Récompenses et distinctions
- Lauréat de l'aigle du meilleur scénario en 2000.